# Vicariato apostólico de Abisinia
El vicariato apostólico de Abisinia (en latín: Vicariatus Apostolicus Abissiniae) fue una circunscripción eclesiástica de la Iglesia católica en Etiopía y Eritrea. Se trataba de un vicariato apostólico latino y ghe'ez, inmediatamente sujeto a la Santa Sede, suprimido el 25 de marzo de 1937.

## Territorio y organización
El vicariato apostólico extendía su jurisdicción sobre los fieles católicos de rito latino y ghe'ez residentes en partes de Etiopía y Eritrea.
La sede del vicariato apostólico se encontraba en la ciudad de Keren.

## Historia
Las misiones católicas en Abisinia tienen orígenes remotos. Durante el siglo XVI, gracias a la labor de los jesuitas portugueses, se estableció también el patriarcado latino de Etiopía, de corta duración (1555-1636). En 1632 Etiopía restauró la Iglesia copta como religión oficial y abandonó el catolicismo, los misioneros y todos los europeos fueron expulsados del territorio del Imperio etíope y no se permitió a ningún misionero extranjero pisar Etiopía en los siguientes dos siglos. Ese año la Congregación de Propaganda Fide erigió una prefectura apostólica en Etiopía, confiada a los franciscanos con Antonio da Virguletta como prefecto, pero los intentos de regresar en 1637, 1648 y 1668 terminaron en martirios. En 1671 la prefectura apostólica de Etiopía fue reunida con la viceprefectura apostólica de Egipto, que desde 1680 fue encargada a la Custodia de Tierra Santa, con un viceprefecto en El Cairo.
El 20 de enero de 1697 la Congregación de Propaganda Fide abrió de nuevo la misión de Etiopía y la encomendó a los franciscanos creando la viceprefectura apostólica del Alto Egipto como parte del vicariato apostólico de Alepo. En 1705 el grupo de misioneros franciscanos salió de Egipto, pero en 1710 regresaron sin poder ingresar en Etiopía. En otro intento fueron apedreados el 22 de febrero de 1716 en Gondar los franciscanos Liberato Weiss, Samuel de Biumo y Miguel de Zerbo.
La prefectura apostólica de Abisinia de Alta Etiopía y Regiones Limítrofes fue erigida el 10 de marzo de 1839, tomando su territorio del vicariato apostólico de Siria, Egipto, Arabia y Chipre (hoy vicariato apostólico de Alepo). Los límites fueron expresados en el breve de erección como «Etiopía y los países limítrofes sin límites al oeste y sur». Abarcaba los cuatro reinos clásicos de Tigray, Amhara, Goyam y Saba.
La misión fue confiada a los lazaristas. Los primeros en llegar a Adua, centro de la misión, fueron los padres Justino de Jacobis, Giuseppe Sapeto y Luigi Montuori.
El 4 de mayo de 1846 cedió una parte de su territorio para la erección del vicariato apostólico de Galla (hoy vicariato apostólico de Harar) mediante el breve Pastoralis muneris del papa Gregorio XVI.
En 1847 la prefectura apostólica fue elevada al rango de vicariato apostólico.
En 1850 la Santa Sede autorizó al vicario apostólico Justino de Jacobis y a sus misioneros a celebrar según el rito ghe'ez.
El 30 de julio de 1855, Ghébrē Michele, religioso de la Congregación de la Misión y profesor en el seminario diocesano, fue denunciado por el patriarca copto ante el emperador Teodoro II de Etiopía. Ghébrē Michele, un converso al catolicismo, fue arrestado, torturado, cegado y condenado a cadena perpetua: murió en cautiverio durante una epidemia de cólera. Fue beatificado por el papa Pío XI el 3 de octubre de 1926.
A partir de 1865 los lazaristas franceses sustituyeron a los misioneros italianos.
Hasta 1894 la sede de los vicarios apostólicos fue la ciudad de Keren en Eritrea. De hecho, desde 1896 hasta 1937 la sede permaneció vacante, y fue administrada por los superiores lazaristas de la misión, quienes fijaron su sede en Alitena, una de las primeras misiones fundadas por san Justino. Entre los superiores se recuerda a Jean-Baptiste Coulbeaux (1897-1902) y a Edouard Gruson (1902-1928).
El 7 de marzo de 1928 el vicariato apostólico fue entregado al delegado apostólico de Egipto y Arabia según el breve Romanorum Pontificum del papa Pío XI.
El 25 de marzo de 1937, mediante una serie de bulas de Pío XI con el mismo nombre Quo in Aethiopia, se revisaron las circunscripciones eclesiásticas de Etiopía después de la proclamación del África Oriental Italiana. El vicariato apostólico de Abisinia fue suprimido y su territorio, después de haber cedido Dancalia al vicariato apostólico de Eritrea, fue dividido entre las prefecturas apostólicas de Tigrè (hoy eparquía de Adigrat), de Dese y de Gondar (estas dos últimas hoy suprimidas).

## Episcopologio

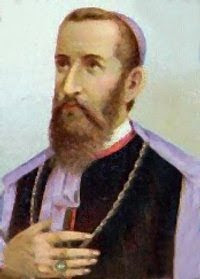
Justino de Jacobis

### Prefectos apostólicos
- San Giustino Sebastiano Pasquale de Jacobis, C.M. † (10 de marzo de 1839-1847 falleció)

### Vicarios apostólicos
- San Giustino Sebastiano Pasquale de Jacobis, C.M. † (1847- 31 de julio de 1860 falleció)
- Lorenzo Biancheri, C.M. † (31 de julio de 1860 por sucesión-11 de septiembre de 1864 falleció)
- Louis Bel, C.M. † (11 de julio de 1865-1 de marzo de 1868 falleció)
- Jean-Marcel Touvier, C.M. † (29 de noviembre de 1869-4 de agosto de 1888 falleció)
- Jean-Jacques Crouzet, C.M. † (1 de octubre de 1888-16 de enero de 1896 nombrado vicario apostólico de Madagascar Meridional)
  - Sede vacante (1896-1937)
  - Sede suprimida